# Léon Vergnole
Léon Vergnole (* 30. September 1893 in Roziers-Saint-Georges; † 24. August 1958 in Nîmes) war ein französischer Politiker der Kommunistischen Partei Frankreichs (PCF). Er war von 1945 bis 1947 Bürgermeister von Nîmes und von 1946 bis 1948 Mitglied des Conseil de la République in der Vierten Französischen Republik, dem damaligen Senat.

## Leben
Vergnole wurde als Sohn von Bauern im Département Haute-Vienne geboren. Er selbst wurde Hüttenarbeiter. In diesem Zusammenhang war er Gewerkschafter, zuerst in Béziers und dann in Nîmes. Seine Beteiligung an der Résistance brachte ihn nach der Befreiung Frankreichs auf die politische Bühne. Als Mitglied der PCF war er von 1945 bis 1947 Bürgermeister von Nîmes. Bei den Parlamentswahlen 1946 scheiterte er, wurde aber wenig später Mitglied des Conseil de la République. 1948 wurde er nicht wiedergewählt. Er trat 1951 und 1956 zwei weitere Male bei Parlamentswahlen an, hatte dabei jedoch ebenfalls keinen Erfolg. 1955 kandidierte er außerdem für den Conseil de la République.
Vergnole, der Träger der Médaille de la Résistance war, starb 1958 in Nîmes.